# Parochromolopis floridana
Parochromolopis floridana är en fjärilsart som beskrevs av Reinhardt Gaedike 1977. Parochromolopis floridana ingår i släktet Parochromolopis och familjen skärmmalar. Inga underarter finns listade i Catalogue of Life.